# Stromateis
Gli Stromati (in greco antico: Στρωματεῖς? o Στρώματα; in latino Stromata) sono un'opera in sette libri di Clemente Alessandrino, scritta all'inizio del III secolo, che tratta della vita cristiana ed è una fonte importante per lo studio delle eresie antiche.
Nel primo libro, dedicato alla cronologia della sapienza "barbara", Clemente fornisce una cronologia degli imperatori romani e così determina l'anno e la data di nascita di Gesù.
Clemente Alessandrino intitolò quest'opera Stromateis (Miscellanea), perché affrontava una grande varietà di argomenti. Si spinge oltre rispetto alle due opere precedenti (Protrettico e Pedagogo), e lo scopo è il perfezionamento della vita cristiana grazie all'iniziazione nella conoscenza più completa.
Egli si prefigge, sulle basi della Scrittura e della Tradizione, di fornire un resoconto della fede cristiana che possa rispondere a tutte le esigenze delle persone acculturate, e di condurre lo studente dentro le realtà più interne del suo credo.
Clemente intendeva scrivere un solo libro su questo argomento; ma da questo sorsero almeno altri sette libri, senza aver trattato tutte le questioni che si era inizialmente proposto. La mancanza di certe questioni fondamentali che aveva promesso di affrontare in modo definito ha portato gli studiosi a domandarsi se abbia scritto un ottavo libro, come sembra di capire leggendo Eusebio (VI. xiii. 1) e i Florilegia, e sono stati fatti diversi tentativi per identificare questo con alcuni corti o frammentari trattati che apparvero tra i suoi resti.
In ogni caso gli excerpta e le "selezioni", che, assieme a parti di un trattato sul metodo logico, sono designati come l'ottavo libro nel singolo manoscritto dell'XI secolo degli Stromata, non sono parti delle Hypotyposeis, lavoro che è stato attribuito con sicurezza a Clemente Alessandrino. Questo libro era un breve commentario su passaggi scelti che coprono l'intera Bibbia, come viene mostrato nei frammenti preservati da Oecumenius e nella versione in latino del commentario sulle Epistole cattoliche scritto su richiesta di Cassiodoro.
Nell'opera si riscontrano alcuni frammenti degli scritti del cronista ebraico Demetrio il cronografo.